# Зоологическа градина (Ростов на Дон)
Зоологическата градина в Ростов на Дон е сред най-големите в Русия.
Зоологическата градина участва в 38 програми за опазване на редки и изчезващи животински видове, както и в ISIS – Международна информационна система за особени животински видове. Отличителна черта е обширната паркова зона, което я прави особено популярна сред местните.

## История
На 26 юни 1927 г. е отворена за посещения. Първият директор на зоологическата градина е Владимир Вилгелмович Кегел – учител и основател на кръжока по естествознание.
През 1930 г. в градината започват да се отглеждат слон, лъв, тигър, пума, леопард, крокодил, морски лъв, питон, маймуни, папагали, лами, щрауси. Те са конфискувани от дресьорката Анатолия Филатова, която по това време е на гастрол в Ростов на Дон. В 1935 г. са доставени ему. Потомствата им са пренесени във всички зоологически градини на СССР, както и в две зоологически градини в Китай и Румъния. На 5 септември 2009 г. са получени три слона от Берлинския зоопарк, които са обменени с две бели мечки. През декември 2010 г. се ражда женско слонче, тъй като една от слониците е била бременна.

## Колекция
Зоологическата градина е една от най-големите на територията на Русия. В нея живеят около 5000 животни от 400 вида, от които 105 вида са включени в Международната червена книга, 33 вида – в Червената книга на Русия, а 132 вида са включени в международната конвенция CITES. Зоологическата градина работи в сътрудничество със световни научни и обществени организации, занимаващи се с проблемите по опазване на редки и защитени животински видове.
В зоологическата градина има аквариум, в който живеят различни водни видове – от риби, характерни за Донския регион до сладководни скатове и крабове от Южна Америка. В терариума се отглеждат крокодили от Югоизточна Азия, различни видове костенурки и змии от Средна Азия, Африка, Америките и други екзотични видове влечуги.